# Intrigues impériales
Pour plus de détails, voir Fiche technique et Distribution.
Intrigues impériales (Young Catherine) est une mini-série produite par les États-Unis, le Canada et l'Union soviétique, diffusée pour la première fois en 1991.

## Synopsis
L'ascension au trône de Catherine II de Russie.

## Fiche technique
- Titre original : Young Catherine
- Titre français : Intrigues impériales
- Réalisation : Michael Anderson
- Scénario : Chris Bryant (en)
- Photographie : Ernest Day
- Musique : Isaak Shvarts
- Production : Michael Deeley, Stephen Smallwood et Neville C. Thompson
- Pays d'origine : États-Unis
- Format : Couleurs
- Genre : biographie
- Date de diffusion : 1991

## Distribution
- Vanessa Redgrave : Élisabeth Ire de Russie
- Christopher Plummer : Charles Hanbury Williams
- Franco Nero : Mikhaïl Illarionovitch Vorontsov
- Marthe Keller : Jeanne-Élisabeth de Holstein-Gottorp
- Maximilian Schell : Frédéric II de Prusse
- Julia Ormond : Catherine II de Russie
- Mark Frankel (en) : Grigori Orlov
- Reece Dinsdale (en) : Pierre III de Russie
- Anna Kanakis : Contesse Vorontsova
- John Shrapnel : Archimandrite Todorsky
- Hartmut Becker : Christian-Auguste d'Anhalt-Zerbst
- Alexander Kerst : Prussian Ambassador
- Laurie Holden : Catherine Dachkov
- Katharine Schlesinger : Élisabeth Vorontsova (en)